# (9953) 1991 EB
A (9953) 1991 EB a Naprendszer kisbolygóövében található aszteroida. Ueda Szeidzsi és Kaneda Hirosi fedezte fel 1991. március 7-én.